# Contea di Park (Wyoming)
La contea di Park (in inglese Park County) è una contea dello Stato del Wyoming, negli Stati Uniti. La popolazione al censimento del 2000 era di 25 786 abitanti. Il capoluogo di contea è Cody.

## Geografia
La contea si trova nel nord-ovest dello Stato. I tre fiumi principali sono il Greybull, lo Shoshone e il Clark's Fork. Solo il 23% della contea è di privati, il territorio restante è sotto controllo statale o federale. In questa contea si trovano la foresta nazionale di Bridger-Teton, la maggior parte della foresta nazionale di Shoshone e parte del parco nazionale di Yellowstone. Anche per queste tre aree protette il turismo è uno dei settori più importanti della contea.
I centri più importanti sono Cody, Powell e Meeteetse. Ci sono anche note città fantasma, come Marquette, Kirwin, Arland, Wiley e Elk Basin.

### Contee confinanti
- Contea di Park (Montana) - nord
- Contea di Carbon (Montana) - nord-est
- Contea di Big Horn - est
- Contea di Washakie - est/sud-est
- Contea di Hot Springs - sud-est
- Contea di Fremont - sud
- Contea di Teton - sud-ovest
- Contea di Gallatin (Montana) - nord-ovest

## Storia
La contea di Park fu istituita nel 1909 e organizzata nel 1911. Deve il suo nome al parco nazionale di Yellowstone.

## Comuni

### Cities
- Cody (capoluogo)
- Powell

### Towns
- Frannie
- Meeteetse

### Census-designated places
- Garland
- Mammoth
- Ralston